# Перерушев, Сергей Гаврилович
Сергей Гаврилович Перерушев (1912 — 1973) — советский инженер, конструктор артиллерийских установок, специалист в области создания ядерных боеприпасов.

## Биография
Родился 5 (18 февраля) 1912 года в Туле.
Окончил Военно-механический институт (1938). В 1938—1939 работал в Ленинграде.
В 1939—1941 годах инженер-конструктор Мытищинского вагонного завода. В 1940-х годах ст. инженер-конструктор, заместитель главного конструктора ЦАКБ.
Главный конструктор САУ СГ-122 (1942).
В 1955—1973 годах работал во ВНИИА в должностях от ведущего конструктора до первого заместителя начальника — главного инженера (1965—1969).
Умер 8 января 1973 года в Москве.

## Награды и премии
- Сталинская премия второй степени (1943) — за создание нового вида артиллерийского вооружения (за успешное решение задачи перевода трофейных немецких танков и самоходных установок на советское артиллерийское вооружение).
- Ленинская премия (1960) — за участие в разработке ядерных боеприпасов для межконтинентальной баллистической ракеты Р-7.
- орден «Знак Почёта» (1942)
- орден Отечественной войны II степени (1944)
- орден Ленина (1966)
- медаль «За доблестный труд в Великой Отечественной войне 1941—1945 гг.»
- медаль «За оборону Москвы»
- медаль «В память 800-летия Москвы»
- медаль «За доблестный труд. В ознаменование 100-летия со дня рождения В. И. Ленина».